# Diplodus fasciatus
Diplodus fasciatus är en fiskart som först beskrevs av Valenciennes, 1830.  Diplodus fasciatus ingår i släktet Diplodus och familjen havsrudefiskar. Inga underarter finns listade i Catalogue of Life.